# Joe Fry
Joseph Gibson Fry (Winterbourne, Engleska, 26. listopada 1915. – Blandford Camp, Engleska, 29. srpnja 1950.) je bio britanski vozač automobilističkih utrka. U Formuli 1 je nastupao na Velikoj nagradi Velike Britanije 1950. na Silverstoneu. Bolid Maserati 4CL je dijelio s Brianom Shawe-Taylorom, a dvojac je utrku završio na desetom mjestu. Poginuo je na brdskoj utrci u Blandfordu, dva mjeseca nakon što je odvezao jedinu prvenstvenu utrku Formule 1.

## Vanjske poveznice
- Joe Fry - Stats F1